# السباة (حبيش)

تعديل مصدري - تعديل

السباة محلة تابعة لقرية الاصيلاب، التابعة لعزلة نقيل العقاب بمديرية حبيش إحدى مديريات محافظة إب في الجمهورية اليمنية، بلغ تعداد سكانها 39 حسب تعداد اليمن لعام 2004.